# Giorgio Mameli
Giorgio Giovanni Mameli dei Mannelli (Lanusei, 24 aprile 1798 – Genova, 9 aprile 1871) è stato un ammiraglio italiano, distintosi particolarmente come ufficiale nel corso della battaglia navale di Tripoli (27-28 settembre 1825), e poi nel corso della prima guerra d'indipendenza italiana nella campagna navale in Adriatico del 1848. Deputato nella II, III e V legislatura del parlamento del Regno di Sardegna, decorato con la Croce di Ufficiale dell'Ordine militare di Savoia, e con la Gran Croce dell'Ordine dei Santi Maurizio e Lazzaro.

## Biografia
Nacque a Lanusei il 24 aprile 1798, figlio di Luigi, all'interno di una nobile famiglia. 
Per via della sua passione per il mare, si arruolò a tredici anni come mozzo nella Marina del Regno di Sardegna, e fu imbarcato su una mezza galera comandata da un suo zio Raimondo. Prese parte a varie spedizioni contro i pirati barbareschi che operavano nel Mar Tirreno. 
Percorse rapidamente la carriera nella ricostituita marina di Vittorio Emanuele I, facendosi apprezzare dall'ammiraglio Giorgio Des Geneys. Allievo ufficiale di 2ª classe nel 1807, guardiamarina di 2ª classe nel 1811 e di 1ª classe il 1º novembre 1815, sottotenente di vascello e tenente del 1º Reggimento Equipaggi Regie Navi il 6 agosto 1817. Capitano di fanteria il 12 agosto 1820, dopo i moti del 1820-1821 fu ammonito per discorsi sconsiderati (1821), venendo poi promosso tenente di vascello nel corso del 1823.
Vicecomandante della fregata Commercio di Genova, nel 1825 partecipò alla spedizione di Tripoli, capitanata da Francesco Sivori, e si distinse nella battaglia navale di Tripoli (27-28 settembre). Al comando di 10 imbarcazioni e della compagnia da sbarco riuscì ad incendiare 1 brigantino e 2 golette, guadagnandosi la Croce di Cavaliere dell'Ordine militare di Savoia. 
Convolato a nozze a Genova con la Marchesina Adelaide Zoagli, della famiglia aristocratica genovese degli Zoagli figlia del Marchese Nicolò Zoagli e di Angela dei Marchesi Lomellini , ebbe dei figli tra cui Goffredo (primogenito nato nel 1827), che diverrà poi autore delle parole dell'inno nazionale della Repubblica Italiana e Nicola.
Promosso tenente di vascello in 1ª il 18 novembre 1826, partecipò alla dimostrazione navale contro
Tunisi nel 1829, e l'anno successivo fu promosso maggiore e capitano di vascello in seconda ed ebbe speciali incarichi di fiducia a Genova. Fu infatti incaricato di controllare la Riviera di Levante sino a Livorno al fine di sorvegliare l’esodo dei rivoluzionari italiani, studiando nel contempo anche il flusso commerciale dei porti liguri che nel 1833 lo portò a pubblicare il volume  Cenni sul Porto di Genova. Colonnello e capitano di fregata dal 14 giugno 1833, e divenuto capitano di vascello nel 1839 assunse il comando della compagnia cannonieri di mare. Nel giugno 1843 divenne membro del Consiglio dell'ammiragliato, e nel 1846 assunse il comando della fregata San Michele.
Al comando della sua unità partecipò alla prima guerra d'indipendenza italiana, ma a causa del proprio carattere indipendente e per l'impegno politico del figlio maggiore Goffredo, entrò in sospetto delle autorità militari, e venne in contrasto politico con l'ammiraglio Giuseppe Albini, che lo sollevò dal comando di una squadra durante la campagna dell'Adriatico del 1848. 
Il 14 ottobre 1848 fu comunque promosso contrammiraglio, ma dopo la sconfitta di Novara, che portò alla fine della guerra e all'abdicazione di re Carlo Alberto di Savoia, il 29 maggio 1849 fu posto in pensione. La tragica morte del figlio Goffredo, avvenuta a Roma il 6 luglio dello stesso anno lo segnò profondamente nel fisico e nell'animo, tanto da non riprendersi più.
Su pressione della moglie nel febbraio 1849 era già entrato in politica e fu eletto deputato nella II, e confermato nella III e V legislatura del parlamento del Regno di Sardegna a Torino. Dimessosi dalla carica il 4 dicembre 1854,. fu studioso della storia della marina da guerra sarda. Dopo la proclamazione del Regno d'Italia fu insignito dell'onorificenza di Ufficiale dell'Ordine militare di Savoia. Si spense a Genova il 9 aprile 1871.

## Pubblicazioni
- Cenni sul porto di Genova, Tipografia Sordo-Muti, Genova, 1833.
- Alcune osservazioni sul Dock commerciale da costruirsi in Genova per conto del Municipio, Tipografia Dotto, Genova, 1852.

### Annotazioni
1. ↑  A tale attacco parteciparono anche il sottotenente di vascello Domenico Millelire e il guardiamarina Carlo Pellion di Persano.

### Fonti
1. ↑  MAMELI, Cav. Nob. Don Giorgio, Ordine dei Santi Maurizio e Lazzaro Leggi scheda online Archiviato il 18 settembre 2016 in Internet Archive.
2. 1 2 3 4 5 6 7 8 9 10  Ilari, Shamà 2008, p. 306.
3. 1 2 3 4 5 6 7  Treccani.
4. ↑  Clsm-ge.
5. ↑  Tornata del 4 dicembre 1854, Camera dei Deputati sito Storia.camera.it leggi online
6. 1 2   Sito web Quirinale, su quirinale.it.
7. 1 2   Calendario generale pe' regii stati, 1894,  p. 353. URL consultato il 22 marzo 2021.
8. ↑   Ordini dinastici Savoia-Sardegna.net, su ordinidinasticisavoia-sardegna.net. URL consultato il 27 aprile 2019 (archiviato dall'url originale il 18 settembre 2016).